# Maria Magdalena van Limburg-Stirum
Gravin Maria Magdalena van Limburg-Stirum (1632 – Nassauischer Hof, Siegen, 27 december 1707), Duits: Maria Magdalena Gräfin von Limburg-Stirum (officiële titels: Gräfin zu Limburg und Bronkhorst, Frau zu Stirum, Wisch und Borculo, Erbbannerfrau des Herzogtums Geldern und der Grafschaft Zutphen), was gravin van Bronkhorst, vrouwe van Wisch, Borculo, Lichtenvoorde en Wildenborch, en erfbaandervrouwe van het hertogdom Gelre en het graafschap Zutphen. Ze was in bezit van het goed Overhagen bij Velp. Door haar huwelijk met een graaf uit het Huis Nassau-Siegen, kwamen deze bezittingen in het bezit van deze zijtak van de Ottoonse Linie van het Huis Nassau.

## Biografie
Maria Magdalena werd in 1632 geboren als dochter en enig kind van graaf George Ernst van Limburg-Stirum en zijn eerste echtgenote gravin Magdalena van Bentheim-Tecklenburg. De exacte geboortedatum en de geboorteplaats van Maria Magdalena zijn onbekend. Als het enige kind van haar vader was Maria Magdalena erfdochter van het graafschap Bronkhorst en de heerlijkheden Wisch, Borculo, Lichtenvoorde en Wildenborch.

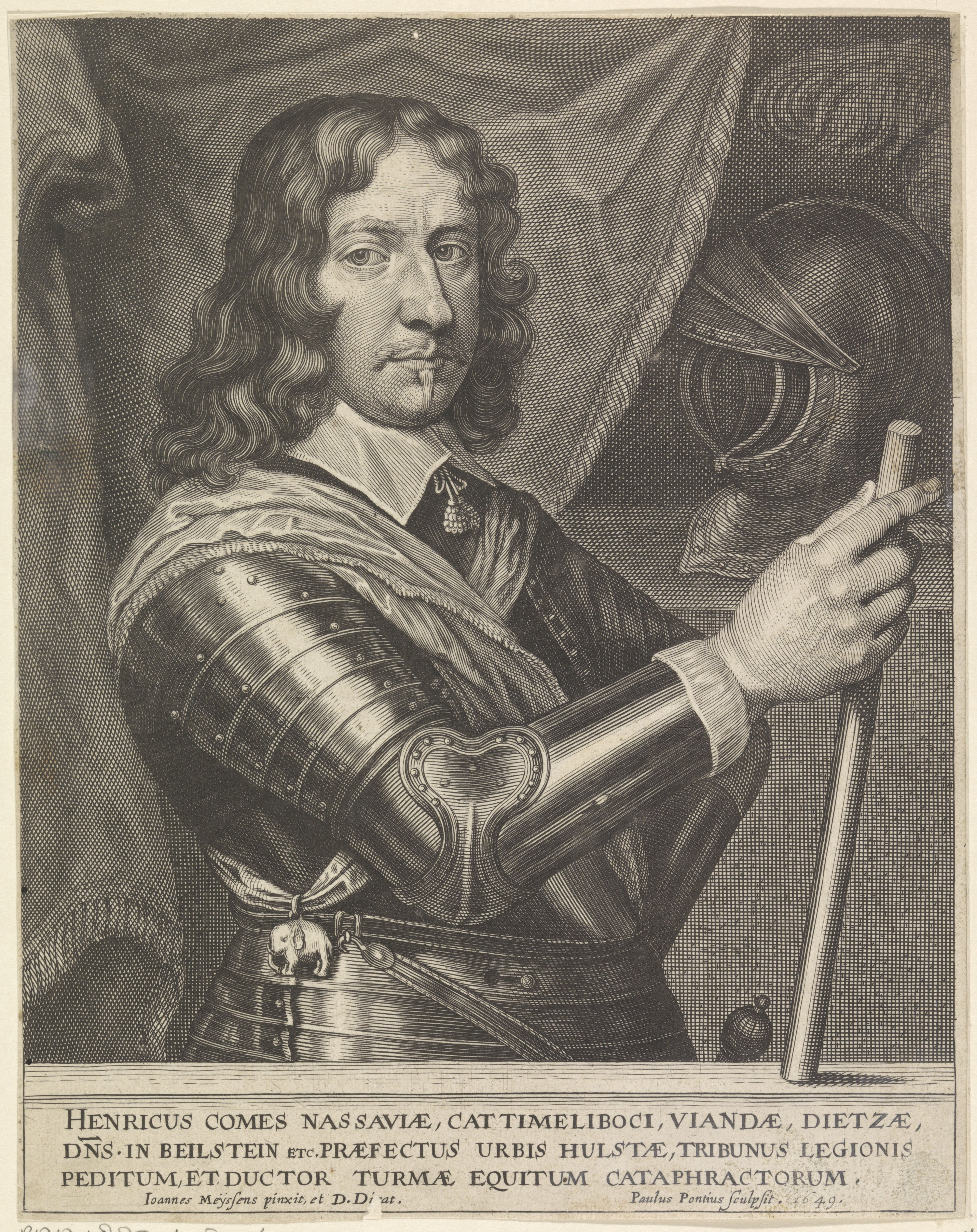
Graaf Hendrik van Nassau-Siegen, de echtgenoot van Maria Magdalena. Prent van Paulus Pontius naar een schilderij van Joannes Meyssens, Rijksmuseum Amsterdam.

Maria Magdalena huwde op Kasteel Wisch in Terborg op 19/29 april 1646 met graaf Hendrik van Nassau-Siegen (Slot Siegen, 9 augustus 1611 – Hulst, 27 oktober/7 november 1652), de vierde zoon van graaf Johan VII ‘de Middelste’ van Nassau-Siegen en diens tweede echtgenote hertogin Margaretha van Sleeswijk-Holstein-Sonderburg. Maria Magdalena's betovergrootmoeder gravin Maria van Nassau-Siegen was een jongere zuster van Hendriks overgrootvader graaf Willem I ‘de Rijke’ van Nassau-Siegen.
Hendrik werd op 27 november 1632 kapitein van een compagnie te voet in het Staatse leger. Op 2 januari 1636 werd hij luitenant-kolonel en op 23 maart 1647 kolonel van het Noordhollandse regiment. Op 20 april 1640 werd hij bovendien ritmeester. In de Tachtigjarige Oorlog onderscheidde hij zich bij het Beleg van Gennep in 1641 en in het Rijk van Nijmegen. Hij was sinds 1645 gouverneur van Hulst.
De Republiek der Verenigde Nederlanden heeft herhaaldelijk een beroep op Hendrik gedaan voor diplomatieke missies. In 1638 bracht hij in Parijs de gelukwensen van de Staten-Generaal over ter gelegenheid van de geboorte van de dauphin (de latere koning Lodewijk XIV), en verzocht hij koning Lodewijk XIII namens prins Frederik Hendrik peter te staan bij de doop van diens zoon Hendrik Lodewijk. In 1643 maakte Hendrik een reis naar Scandinavië. In februari woonde hij in Stockholm het huwelijk bij van graaf Oxenstierna (een neef van de Zweedse rijkskanselier Axel Oxenstierna). Aan het hof van koningin Christina van Zweden ontmoette Hendrik zijn zuster Amalia en haar echtgenoot, veldmaarschalk Herman Wrangel af Salmis, gouverneur van Lijfland. Met een groot gevolg reisde Hendrik naar Danzig en Warschau en keerde via Wenen terug naar de Republiek. Het doel van deze diplomatieke reis is onbekend gebleven. Maar uit een brief is wel bekend dat koning Wladislaus IV van Polen, ondanks zijn wantrouwen jegens alles wat van prins Frederik Hendrik kwam, Hendrik graag aan zijn hof had gezien als Nederlandse gezant.
In de strijd om het graafschap Nassau-Siegen had Johan Maurits, de oudste broer van Hendrik, na zijn terugkeer uit Brazilië, op 22 januari 1645 met zijn broers George Frederik en Hendrik en met 80 man gevolg met geweld Slot Siegen bezet, en had op 15 februari de hernieuwde huldiging van de burgers van de stad Siegen ontvangen, zij het ditmaal slechts voor twee derde van het graafschap. Johan Maurits wilde zich, om een einde te maken aan het voortdurende geruzie, strikt houden aan het testament van zijn vader uit 1621 en zijn neef Johan Frans Desideratus het hem toekomende derde deel laten. Reeds voor zijn vertrek naar Brazilië had Johan Maurits zijn onderdanen op 25 oktober 1635 uitdrukkelijk gemachtigd zijn toen nog levende oudste halfbroer Johan VIII ‘de Jongere’ als medelandsheer te erkennen. In 1645 deed Johan Maurits afstand van zijn rechten op het ambt Freudenberg, verleend bij het testament uit 1621, ten gunste van zijn broer George Frederik. Johan Frans Desideratus had in Wenen bij de keizer geen succes, en twee jaar later bekrachtigde keizer Ferdinand III tijdens het Congres van Westfalen het zo heftig betwiste testament van Johan ‘de Middelste’ uit 1621. Daarmee bleef voor Johan Frans Desideratus alleen het katholieke derde deel over, dat nu nog bekend staat als Johannland. De beide andere derde delen verenigde Johan Maurits in zijn hand, omdat zijn broer Willem al was overleden en hem zijn derde deel had nagelaten, en George Frederik in 1649 al zijn rechten aan Johan Maurits afstond. Het was dus deze laatste die het ambt Freudenberg bleef beheren.
In 1649 ondernam Hendrik nogmaals een reis naar de Noordse landen, waarvan het doel eveneens onbekend gebleven is. Deze reis leverde hem de hoge onderscheiding van de Deense Orde van de Olifant op. De later beroemde wetenschapper en uitvinder Christiaan Huygens, wiens kennis van het recht in de ‘Deensche saecke’ van nut zou zijn voor Hendrik, vergezelde hem als geheimschrijver. De Deens-Noorse koningin Sophia Amalia nam het peterschap op zich van Hendriks in 1650 geboren dochter Sophia Amalia.
Hendrik overleed op 27 oktober/7 november 1652 in Hulst. Hij werd begraven in Terborg. Op 17 juli 1669 werd hij herbegraven in de Fürstengruft in Siegen.
Na het overlijden van Maria Magdalena's moeder in 1649 hertrouwde haar vader op Kasteel Wisch in Terborg op 13 januari 1656 met gravin Sophia Margaretha van Nassau-Siegen (Slot Siegen, 16 april 1610 – Kasteel Wisch, Terborg, 8/18 mei 1665), een oudere zuster van Maria Magdalena's echtgenoot. Dat huwelijk bleef kinderloos. Na het overlijden van haar vader in september 1661 volgde Maria Magdalena hem op als gravin van Bronkhorst, vrouwe van Wisch, Borculo, Lichtenvoorde en Wildenborch, en erfbaandervrouwe van het hertogdom Gelre en het graafschap Zutphen. Zodoende kwamen deze bezittingen in het bezit van het Huis Nassau.
Maria Magdalena overleed op 27 december 1707 in de Nassauischer Hof in Siegen. Ze werd op 29 december begraven in de Fürstengruft aldaar.

## Kinderen

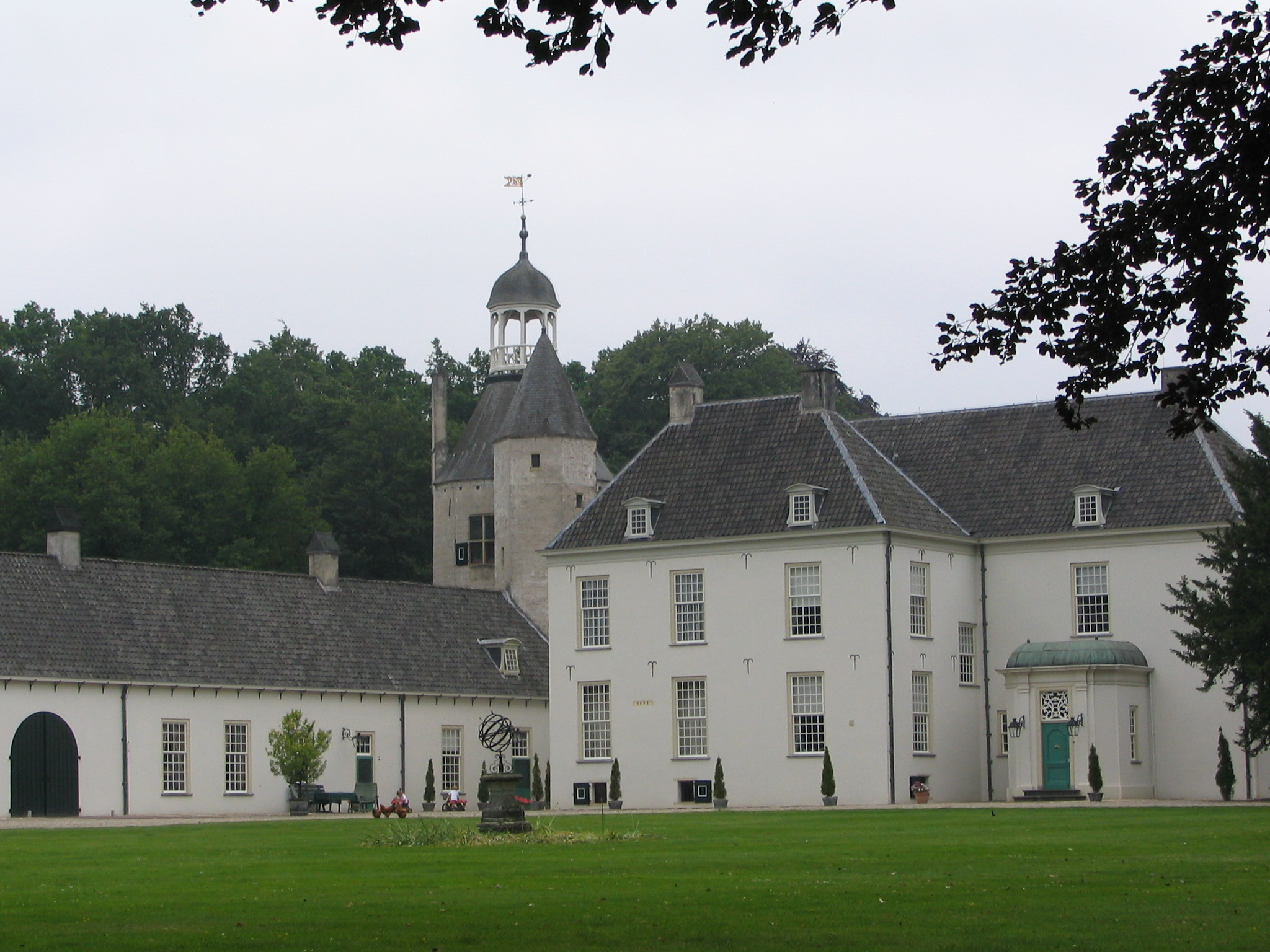
Kasteel Wisch in Terborg.

Uit het huwelijk van Maria Magdalena en Hendrik werden de volgende kinderen geboren:
1. Ernestina (Kasteel Wisch, Terborg, 15 november 1647[noot 9] – Hulst, oktober 1652[noot 10]).
2. Willem Maurits (Kasteel Wisch, Terborg, 18/28 januari 1649[noot 11] – Nassauischer Hof, Siegen, 23 januari 1691Jul.[noot 12]), volgde in 1679 zijn oom Johan Maurits op als vorst van Nassau-Siegen. Huwde op Slot Schaumburg op 6 februari 1678Jul.[noot 13] met prinses Ernestine Charlotte van Nassau-Schaumburg (Slot Schaumburg, 20 mei 1665Jul.[noot 14] – Nassauischer Hof, Siegen, 21 februari 1732[noot 15]).
3. Sophia Amalia (Kasteel Wisch, Terborg, 10 januari 1650Jul.[noot 16] – Mitau, 15/25 november 1688[noot 17]), huwde in Den Haag op 5 oktober 1675Greg.[noot 18] met hertog Frederik Casimir van Koerland (6 juli 1650 – 22 januari 1698).
4. Frederik Hendrik[noot 19] (Kasteel Wisch, Terborg, 11 november 1651[noot 20] – Roermond, 4 september 1676[noot 21]), was kolonel in het Staatse leger.

De zoons Willem Maurits en Frederik Hendrik werden na het overlijden van hun vader door hun oom Johan Maurits van Nassau-Siegen geadopteerd. Willem Maurits, Sophia Amalia en Frederik Hendrik werden in 1664 verheven tot prins(es).

## Voorouders
| Voorouders van Maria Magdalena van Limburg-Stirum | Voorouders van Maria Magdalena van Limburg-Stirum                                                 | Voorouders van Maria Magdalena van Limburg-Stirum                                                 | Voorouders van Maria Magdalena van Limburg-Stirum                                                                     | Voorouders van Maria Magdalena van Limburg-Stirum                                                                     | Voorouders van Maria Magdalena van Limburg-Stirum                                                 | Voorouders van Maria Magdalena van Limburg-Stirum                                                 | Voorouders van Maria Magdalena van Limburg-Stirum                                                       | Voorouders van Maria Magdalena van Limburg-Stirum                                                       |
| ------------------------------------------------- | ------------------------------------------------------------------------------------------------- | ------------------------------------------------------------------------------------------------- | --- | --- | ------------------------------------------------------------------------------------------------- | ------------------------------------------------------------------------------------------------- | --- | --- |
| Betovergrootouders                                | George van Limburg-Stirum (ca. 1500–1552) ⚭ 1539 Ermgard van Wisch (1520–1587)                    | Jobst II van Hoya (1493–1545) ⚭ ? Anna Magdalena van Gleichen (?–1545)                            | Jobst I van Holstein-Schauenburg-Pinneberg (1483–1531) ⚭ 1506 Maria van Nassau-Siegen (1491–1547)                     | Ernst I ‘de Belijder’ van Brunswijk-Lüneburg (1497–1546) ⚭ 1528 Sophia van Mecklenburg-Schwerin (1508–1541)           | Arnold II van Bentheim-Steinfurt (?–1544) ⚭ ? Walburga van Brederode-Nieuwenaar (?–?)             | Koenraad van Tecklenburg-Schwerin (1501–1557) ⚭ 1527 Mechtild van Hessen (ca. 1490–1558)          | Gumprecht I van Nieuwenaar-Alpen (1465–1504) ⚭ 1490 Amalia van Wertheim (1460–1532)                     | Wirich V van Daun-Falkenstein (ca. 1473–1546) ⚭ 1505 Irmgard van Sayn (?–1551)                          |
| Overgrootouders                                   | Herman George van Limburg-Stirum (1540–1574) ⚭ 1557 Maria van Hoya (1534–1612)                    | Herman George van Limburg-Stirum (1540–1574) ⚭ 1557 Maria van Hoya (1534–1612)                    | Otto IV van Holstein-Schauenburg-Pinneberg (ca. 1517–1576) ⚭ 1558 Elisabeth Ursula van Brunswijk-Lüneburg (1539–1586) | Otto IV van Holstein-Schauenburg-Pinneberg (ca. 1517–1576) ⚭ 1558 Elisabeth Ursula van Brunswijk-Lüneburg (1539–1586) | Eberwin III van Bentheim-Steinfurt (1536–1562) ⚭ 1553 Anna van Tecklenburg-Schwerin (1532–1582)   | Eberwin III van Bentheim-Steinfurt (1536–1562) ⚭ 1553 Anna van Tecklenburg-Schwerin (1532–1582)   | Gumprecht II van Nieuwenaar-Alpen (ca. 1503–1555) ⚭ 1542 Amöna van Daun-Falkenstein (ca. 1520–ca. 1582) | Gumprecht II van Nieuwenaar-Alpen (ca. 1503–1555) ⚭ 1542 Amöna van Daun-Falkenstein (ca. 1520–ca. 1582) |
| Grootouders                                       | Joost van Limburg-Stirum (1560–1621) ⚭ 1591 Maria van Holstein-Schauenburg-Pinneberg (1559–1616)  | Joost van Limburg-Stirum (1560–1621) ⚭ 1591 Maria van Holstein-Schauenburg-Pinneberg (1559–1616)  | Joost van Limburg-Stirum (1560–1621) ⚭ 1591 Maria van Holstein-Schauenburg-Pinneberg (1559–1616)                      | Joost van Limburg-Stirum (1560–1621) ⚭ 1591 Maria van Holstein-Schauenburg-Pinneberg (1559–1616)                      | Arnold II van Bentheim-Tecklenburg (1554–1606) ⚭ 1573 Magdalena van Nieuwenaar-Alpen (1553–1627)  | Arnold II van Bentheim-Tecklenburg (1554–1606) ⚭ 1573 Magdalena van Nieuwenaar-Alpen (1553–1627)  | Arnold II van Bentheim-Tecklenburg (1554–1606) ⚭ 1573 Magdalena van Nieuwenaar-Alpen (1553–1627)        | Arnold II van Bentheim-Tecklenburg (1554–1606) ⚭ 1573 Magdalena van Nieuwenaar-Alpen (1553–1627)        |
| Ouders                                            | George Ernst van Limburg-Stirum (1593–1661) ⚭ 1631 Magdalena van Bentheim-Tecklenburg (1591–1649) | George Ernst van Limburg-Stirum (1593–1661) ⚭ 1631 Magdalena van Bentheim-Tecklenburg (1591–1649) | George Ernst van Limburg-Stirum (1593–1661) ⚭ 1631 Magdalena van Bentheim-Tecklenburg (1591–1649)                     | George Ernst van Limburg-Stirum (1593–1661) ⚭ 1631 Magdalena van Bentheim-Tecklenburg (1591–1649)                     | George Ernst van Limburg-Stirum (1593–1661) ⚭ 1631 Magdalena van Bentheim-Tecklenburg (1591–1649) | George Ernst van Limburg-Stirum (1593–1661) ⚭ 1631 Magdalena van Bentheim-Tecklenburg (1591–1649) | George Ernst van Limburg-Stirum (1593–1661) ⚭ 1631 Magdalena van Bentheim-Tecklenburg (1591–1649)       | George Ernst van Limburg-Stirum (1593–1661) ⚭ 1631 Magdalena van Bentheim-Tecklenburg (1591–1649)       |